# Franco Alfano

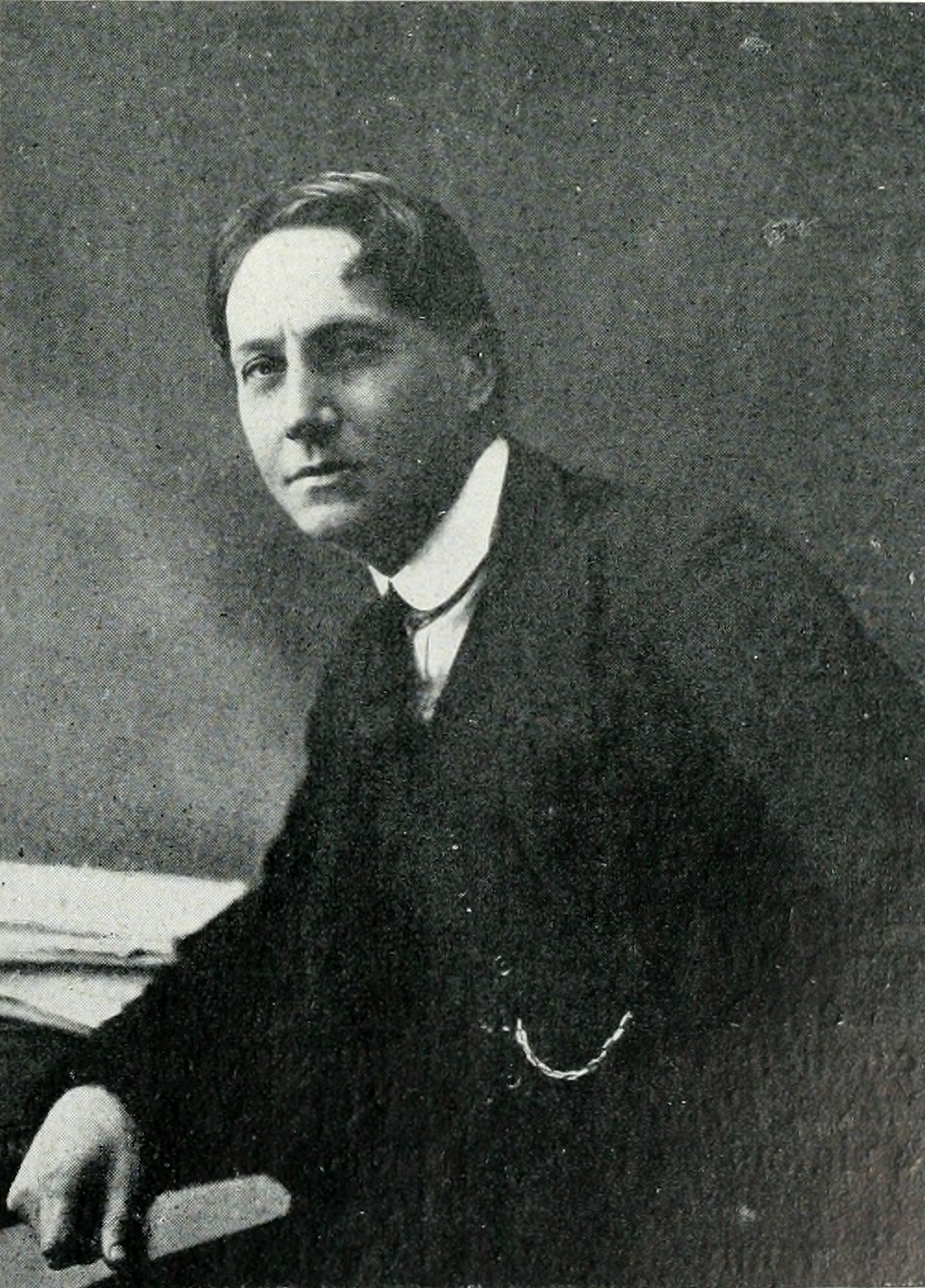
Alfano, ca 1919

Franco Alfano (Posillipo, 8 maart 1875 – San Remo, 27 oktober 1954) was een Italiaans componist en pianist.
Alfano werd geboren in Posillipo, dicht bij Napels. Tegenwoordig is hij waarschijnlijk het meest bekend van het completeren van Giacomo Puccini's onafgemaakte opera Turandot in 1926. Verder componeerde Alfano zelf een twaalftal opera's. De eerste twee, in de verisme-stijl, hadden weinig succes. Met zijn derde opera, Risurrezione, voor het eerst opgevoerd in 1904, was hij wel succesvol. Voorts componeerde hij de opera Cyrano de Bergerac, die in 1936 in Rome in première ging; de Franse uitvoering ging een week later in Parijs in première.